# 摩頓臺

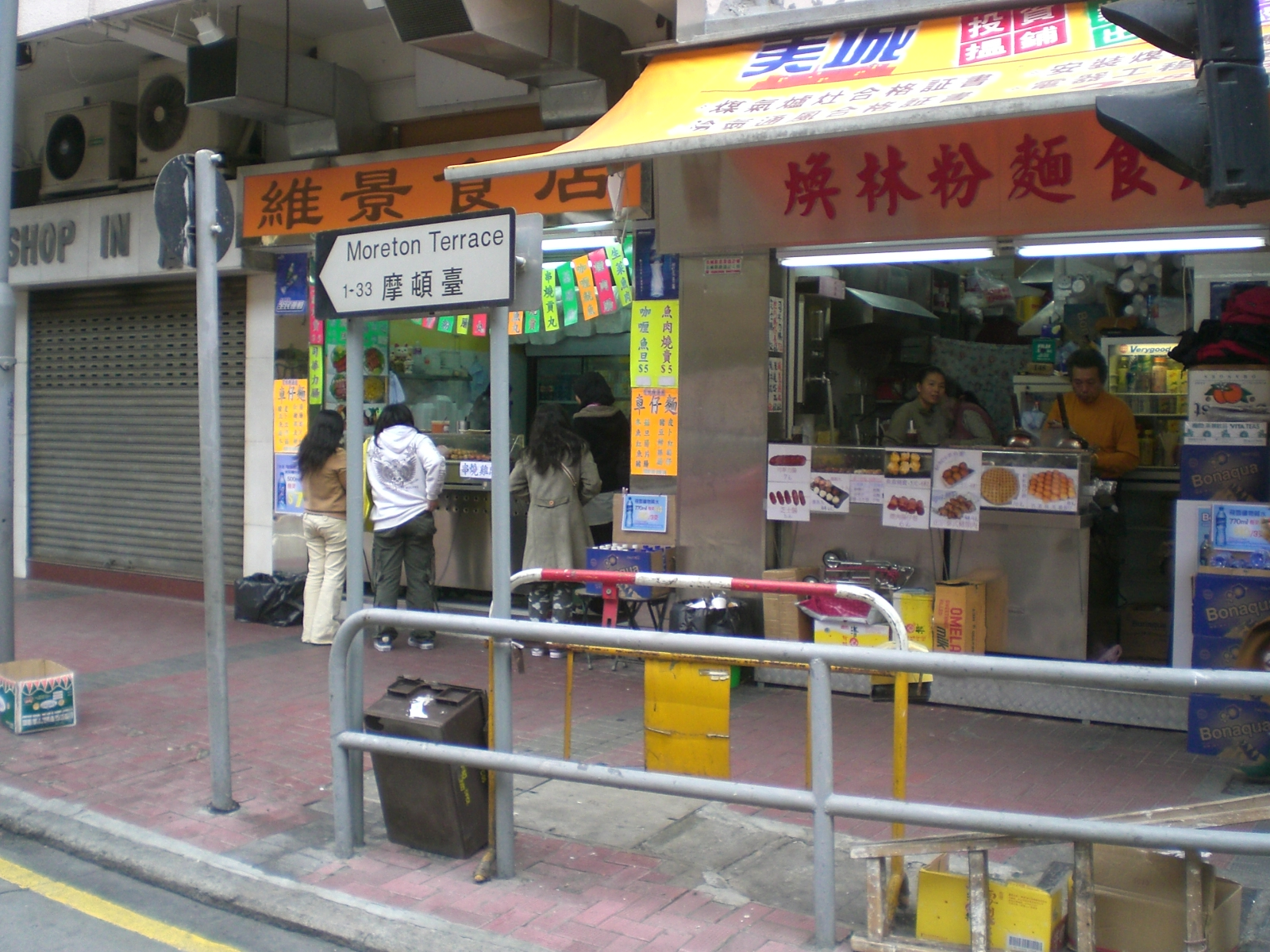
摩頓台街角

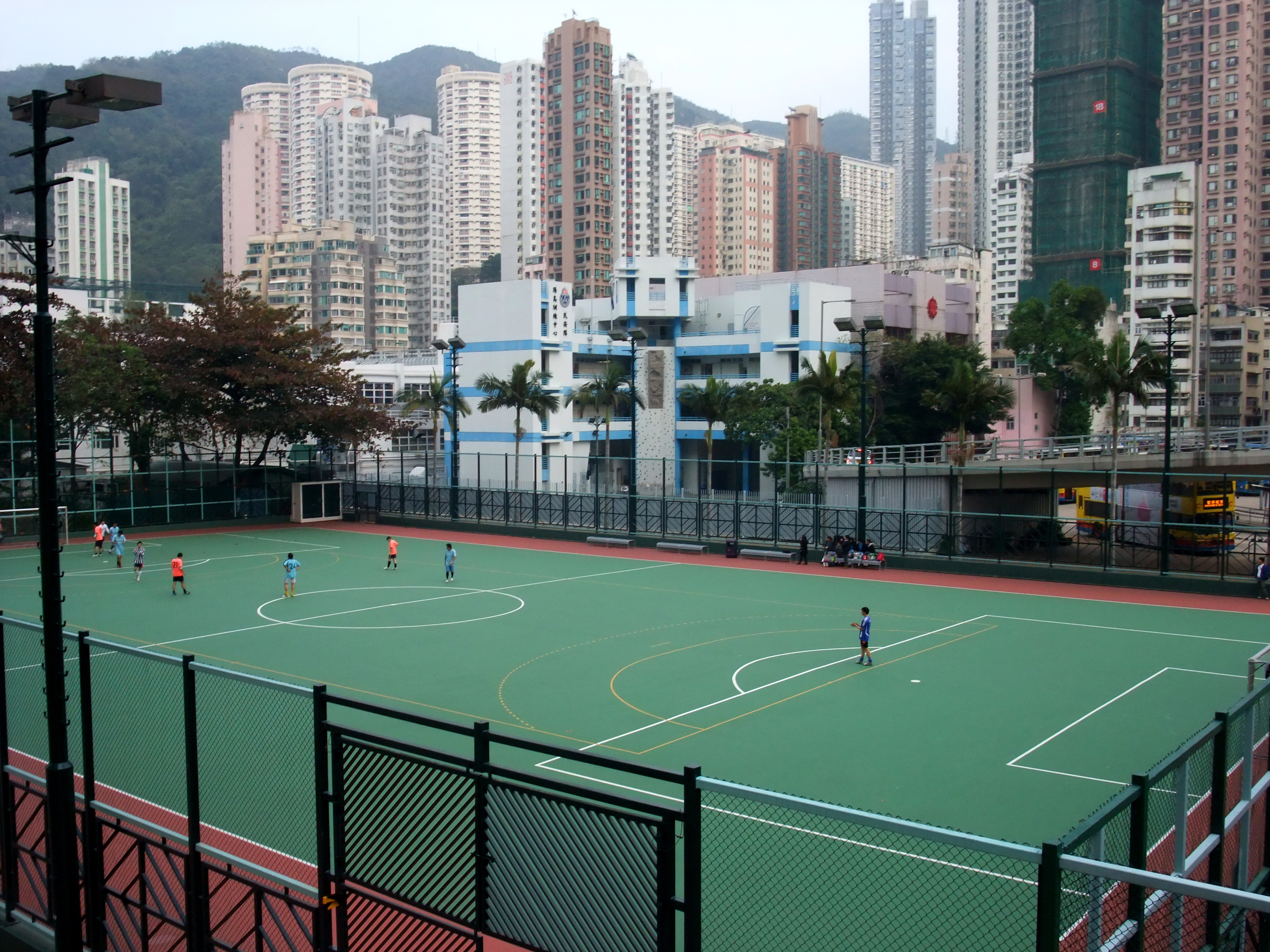
摩頓臺臨時遊樂場

摩頓臺（英語：Moreton Terrace）是香港島銅鑼灣的一條街道，位於香港中央圖書館的西邊，灣景樓的東邊。南北在高士威道與銅鑼灣道之間。與摩頓台平行的半空，有一條高架行車天橋，是往來大坑道與告士打道之間的車輛必經之路。

## 鄰近
- 中國基督教播道會同福堂（英语：Tung Fook Church）
- 銅鑼灣（摩頓台）巴士總站

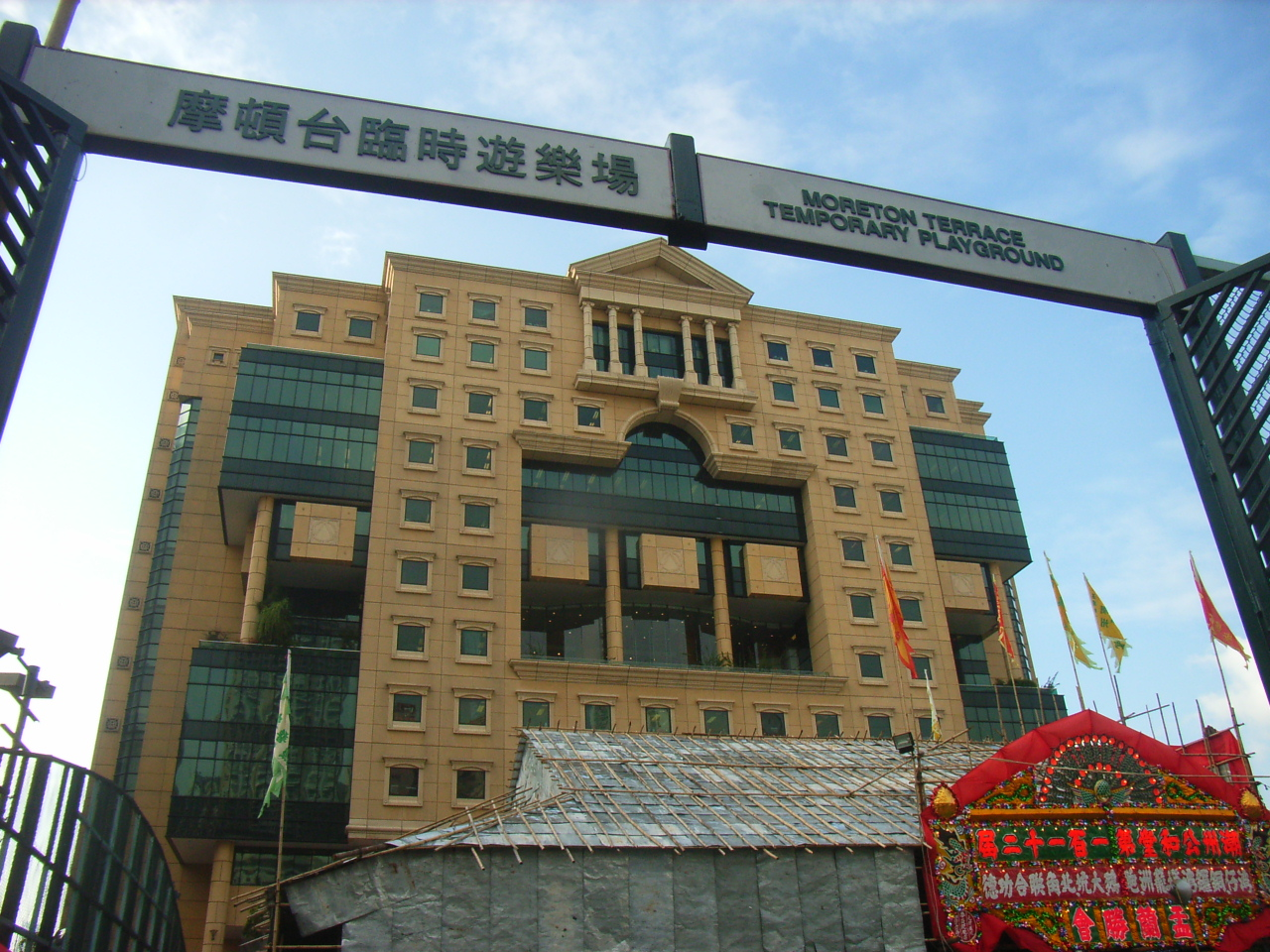
摩頓台臨時遊樂場
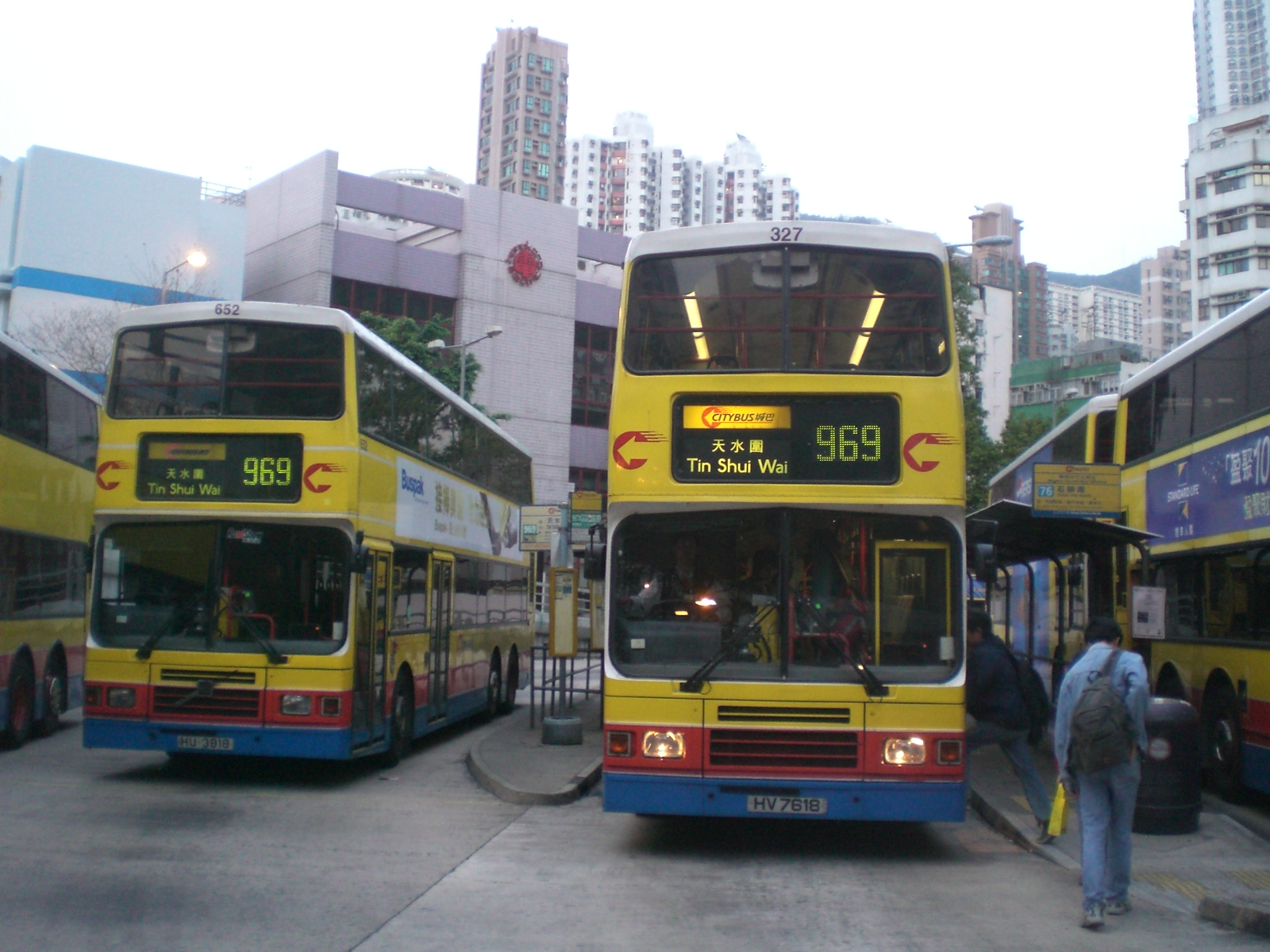
銅鑼灣（摩頓台）巴士總站
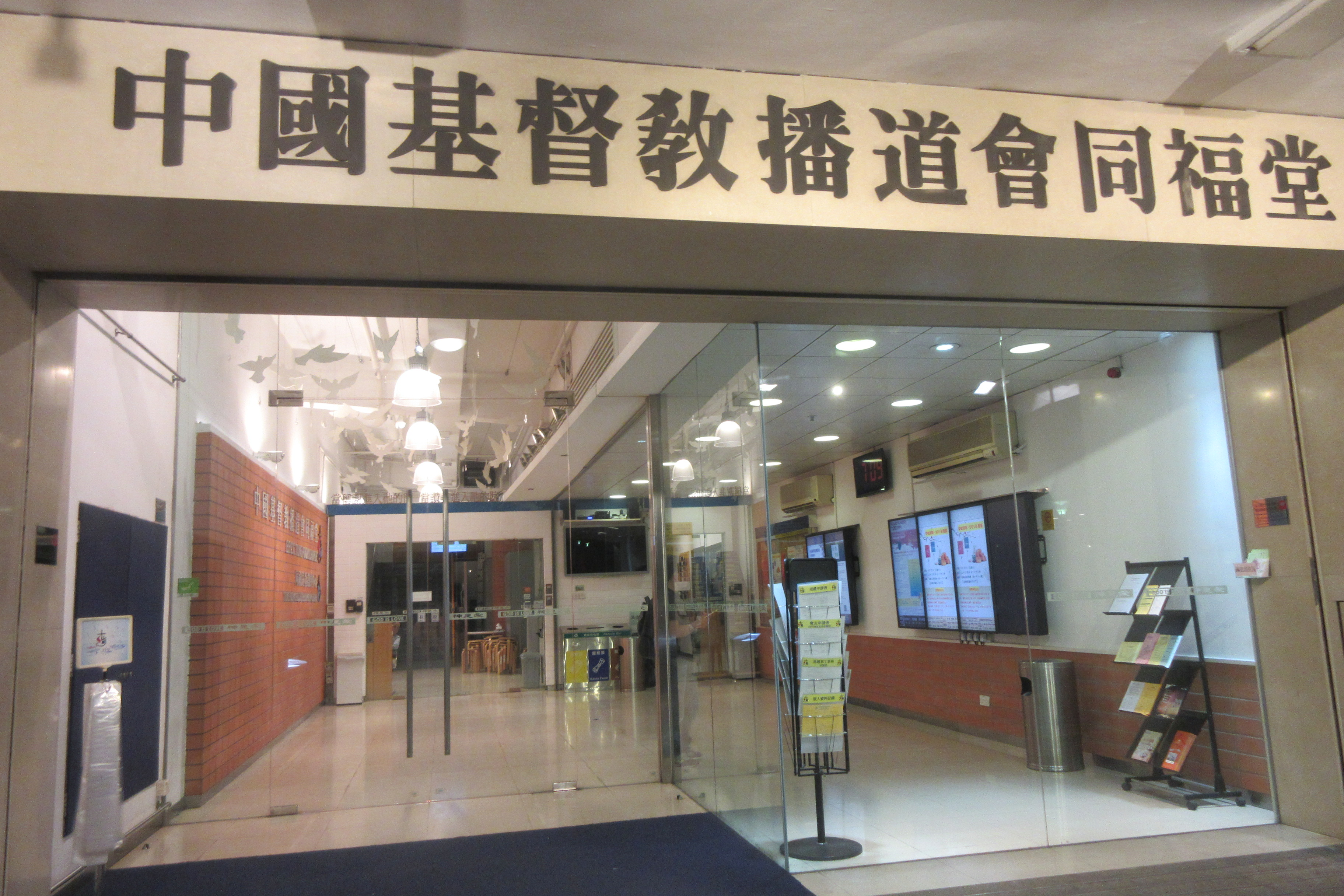
中國基督教播道會同福堂

## 事件
2009年12月6日，一位83歲長者在摩頓台，被不明身份的大型車輛輾斃。司機不顧而去。事後數天，警方港島總區交通部特別調查隊忙於尋找兇手，終於在附近大廈保安錄影帶找到可疑兇車的影像。一名城巴5X線司機被捕，兼被控3項罪名，包括危險駕駛、交通意外後不顧而去及意外後見死不救。不過，報紙稱巴士工會及同事認識該車長不是這種人。

## 外部參考
1. ↑  銅鑼灣摩頓台 交通意外[永久]